# Dino Entertainment
Die Dino Entertainment AG (auch: Dino Verlag) war ein Stuttgarter Comicverlag, der 1993 von Christian Neuber, Heiko Volz und Ingrid Krippels gegründet wurde. Anfang 2003 wurde er vom Panini Verlag übernommen.

## Geschichte
Die ersten Veröffentlichungen beschränkten sich auf Magazine zu Fernsehserien, mit Beavis and Butt-Head wurden ab 1994 die ersten Comichefte des Verlags veröffentlicht. 1995 startete mit der ersten deutschen Ausgabe der Batman Adventures die Veröffentlichung US-amerikanischer Superhelden-Comics des Verlages DC Comics. Den Schwerpunkt bildeten dabei die bekanntesten DC-Helden Batman und Superman. Die Anzahl der teils regelmäßig, teils unregelmäßig erscheinenden Serien stieg dabei rasant an. Nach der Serie Batman Adventures folgten die Serien Superman, Batman, Superman Special, Batman Special, DC gegen Marvel, Batman und Superman Adventures, Lobo, J.L.A. und viele weitere (teilweise in Paperbackform erscheinende) Comicreihen. Neben den DC-Comics brachte der Verlag Bücher zu Fernsehserien wie Akte X – Die unheimlichen Fälle des FBI und Cartoons, darunter Die Simpsons, Futurama und Pinky und der Brain heraus und nahm auch das Jahre zuvor von einem anderen Verlag eingestellte Magazin Mad ins Programm.
Aufgrund des Andockens an Medienthemen (z. B. Batman-Trickserie und Die Simpsons) war anfangs ein großer Leserzustrom zu verzeichnen. Durch den Erfolg ermutigt, kam es vor allem im Superhelden-Bereich zu einem Ausbau des Programms und schließlich – auch durch die konkurrierenden Produkte anderer Verlage – zu einer Überhitzung des Marktes und einem Wegbrechen der Verkaufszahlen. 2000 gab Dino sämtliche Superhelden-Lizenzen, die der Verlag zu diesem Zeitpunkt innehielt, ab und konzentrierte sich im Comicbereich auf die Veröffentlichung von Comics zu Funny-Themen (Mad, Die Simpsons) bzw. reine Action-Comics (Danger Girl).
2003 wurde die Dino AG von der Panini-Gruppe übernommen. Dort wurde die Marke „Dino“ bis Anfang 2006 noch verwendet, um Funny-Comics wie Die-Simpsons-Comics oder Mad, Anime-Comics wie Digimon oder auch die Star-Wars-Comics zu veröffentlichen. Außerdem erschienen unter Dino auch Comics zu diversen Fernsehserien wie CSI: Den Tätern auf der Spur.